# Petite Corbatière
Petite Corbatière är en kulle i Schweiz. Den ligger i kantonen Neuchâtel, i den västra delen av landet, 50 km väster om huvudstaden Bern. Toppen på Petite Corbatière är 1 324 meter över havet.